# 제2차 세계 대전 기간 연합국의 지휘관 목록
제2차 세계 대전 기간 연합국의 지휘관(영어: Allied leaders of World War II)은 제2차 세계 대전 당시 연합국의 군 수장을 뜻한다.

## 연합국지휘관
- 프랑스: 샤를 드 골, 모리스 가믈랭, 막심 베이강
- 자유 프랑스: 샤를 드 골, 르클레르
- 캐나다: 윌리엄 라이언 매켄지 킹, 해리 크레러, 가이 시먼즈
- 폴란드: 미콰이칙, 시코르스키
- 폴란드 루블린 정부: 비에루트
- 폴란드 인민군: 지그문 베를링, 지메르스키
- 체코: 베네스
- 체코 인민군: 루드빅스보보다
- 중화민국: 장제스, 리쭝런, 바이충시, 쉐웨, 두위밍, 쑨리런, 황바이타오, 천샤오콴, 장링푸
- 미국: 드와이트 D. 아이젠하워, 오마 브래들리, 체스터 니미츠, 월턴 워커, 밴 플리트, 레이먼드 스프루언스, 윌리엄 홀시, 더글러스 맥아더, 마크 클라크, 조지프 스틸웰, 빈센트 아널드, 조지 패튼, 린든 B. 존슨
- 영국: 버나드 몽고메리, 다우딩, 루이 마운트배튼, 고트경
- 그리스 왕국:  알렉산드로스 파파고스
- 소련: 주코프, 로코솝스키, 칸딘스키, 코네프, 추이코프, 로디온 말리놉스키, 레오니트 고보로프, 세묜 티모셴코, 알렉산드르 바실렙스키, 바투틴, 안드레이 예료멘코
- 인도 제국: 비토르 홉, 아치발드 와벨
- 유고슬라비아 인민군: 요시프 브로즈 티토
- 브라질: 제툴리오 바르가스

## 같이 보기
- 추축국의 지휘관 목록